# Phasianella ventricosa
Phasianella ventricosa is een slakkensoort uit de familie van de Phasianellidae. De wetenschappelijke naam van de soort is voor het eerst geldig gepubliceerd in 1822 door Swainson.

## Synoniemen
- Phasianella peroni Mabille, 1888
- Phasianella reticulata Reeve, 1862
- Phasianella sanguinea Reeve, 1862
- Phasianella venosa Reeve, 1862
- Phasianella zebra Reeve, 1862
- Turbo perdix Wood, 1828